# 弗拉基米尔·叶尔莫申
弗拉基米尔·瓦西里耶维奇·叶尔莫申（羅馬化：Uladzimir Vasilievič Jarmošyn；1942年10月26日—），白俄羅斯政治人物，於2000年2月18日至2001年10月1日間擔任白俄罗斯总理。
叶尔莫申生于俄罗斯梁赞州，毕业于新切尔卡斯克工学院和列宁格勒民航学院。1965年至1990年先后任明斯克民用飞机制造厂的总工程师、总机械师和副厂长。自1993年起任明斯克市执委会主席。